# Parco nazionale di Helvetinjärvi
Il parco nazionale di Helvetinjärvi (in finlandese: Helvetinjärven kansallispuisto) è un parco nazionale della Finlandia, nella provincia della Finlandia occidentale. È stato istituito nel 1982 e occupa una superficie di 49,5 km².